# 第92屆國家評論協會獎
第92屆國家評論協會獎（英語：92nd National Board of Review Awards）旨在表揚2020年優秀的電影作品，於2021年1月26日宣布得獎名單。

## 得獎名單

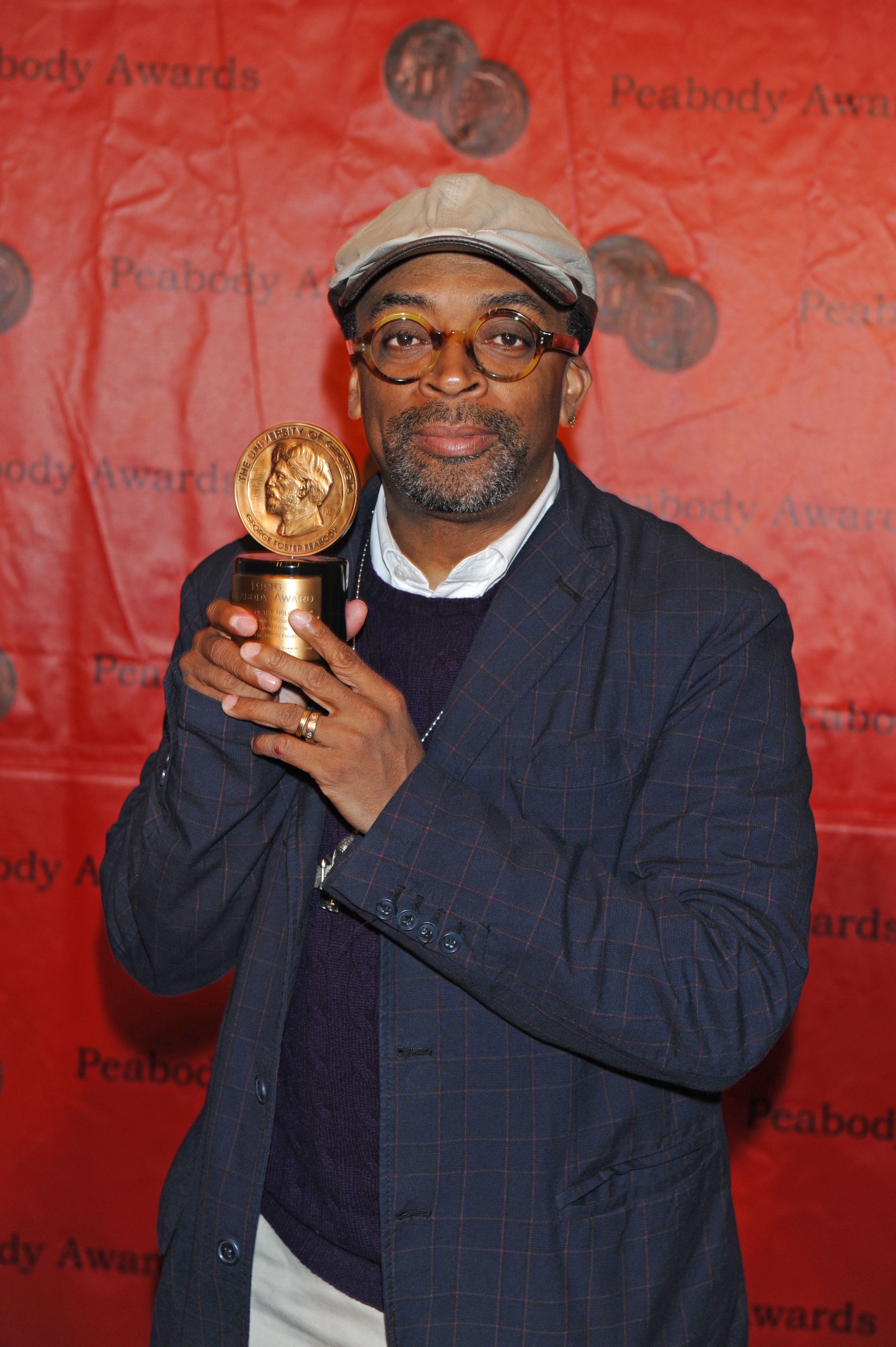
最佳導演：史派克·李

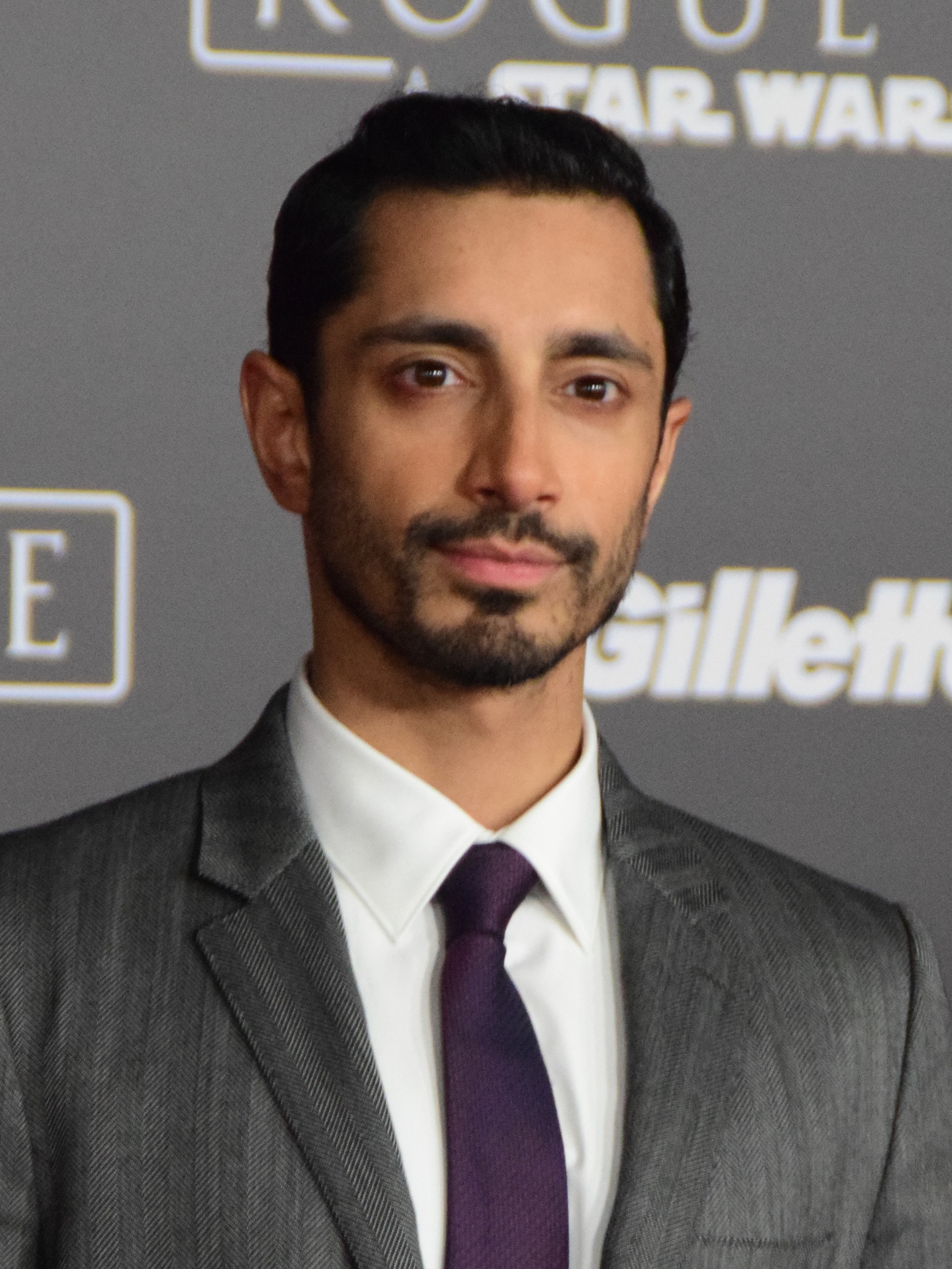
最佳男主角：里兹·阿邁德

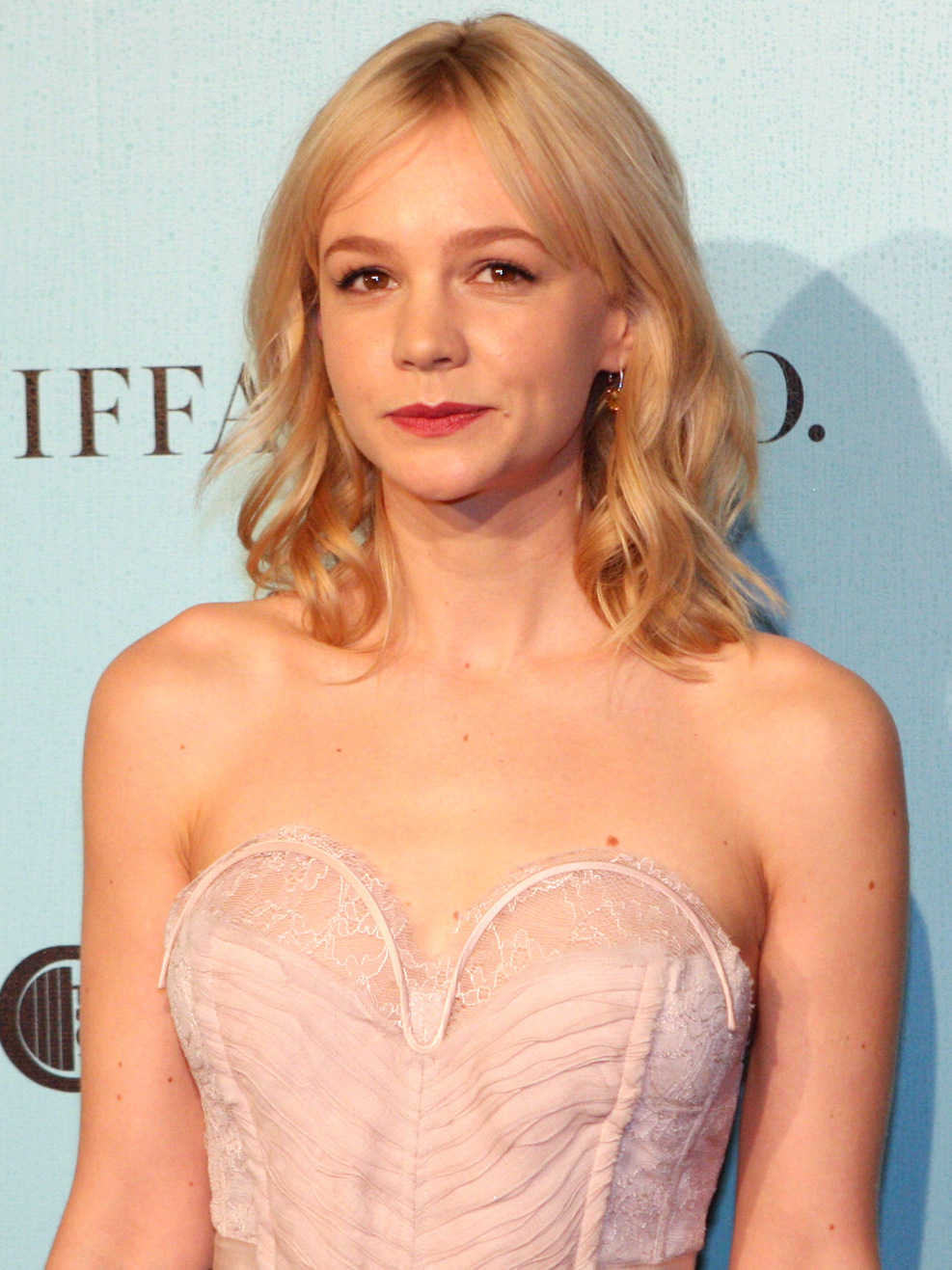
最佳女主角：嘉莉·慕萊根

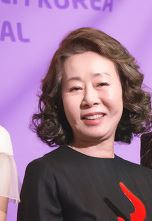
最佳女配角：尹汝貞

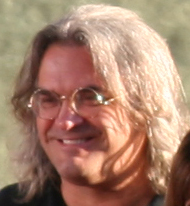
最佳改編劇本：保羅·葛林葛瑞斯

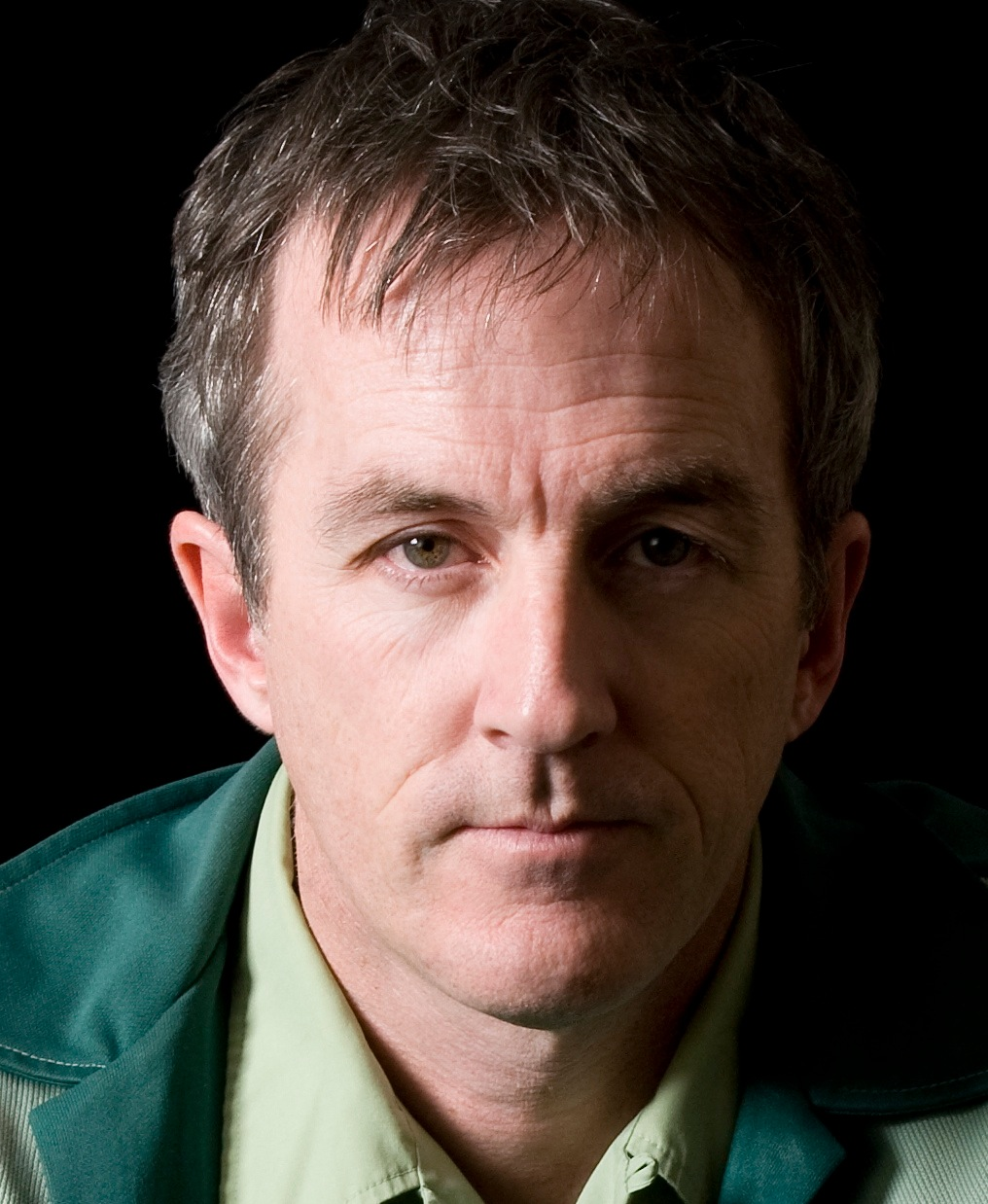
最佳改編劇本：盧克·戴維斯

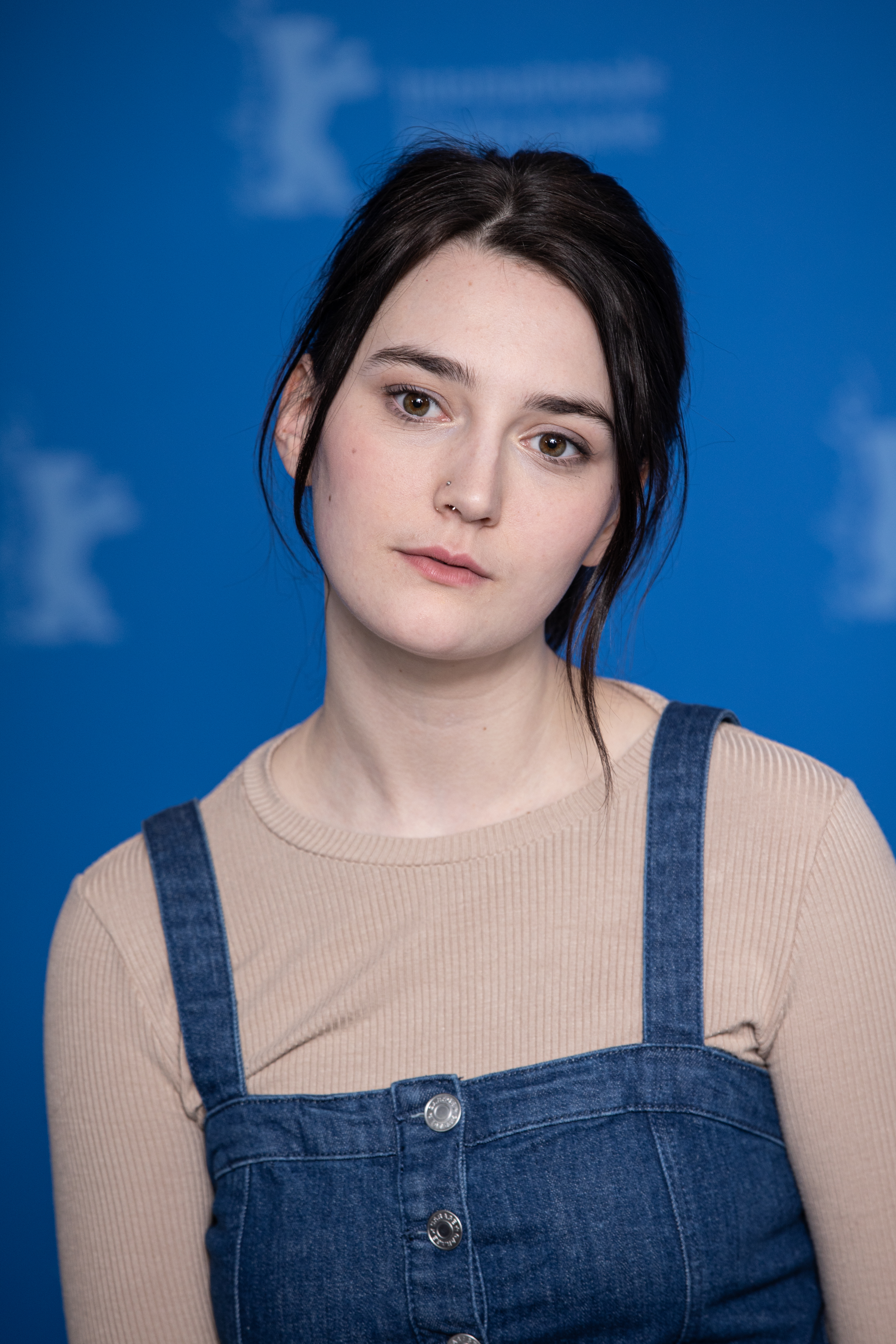
突破表現：席妮·弗拉尼根

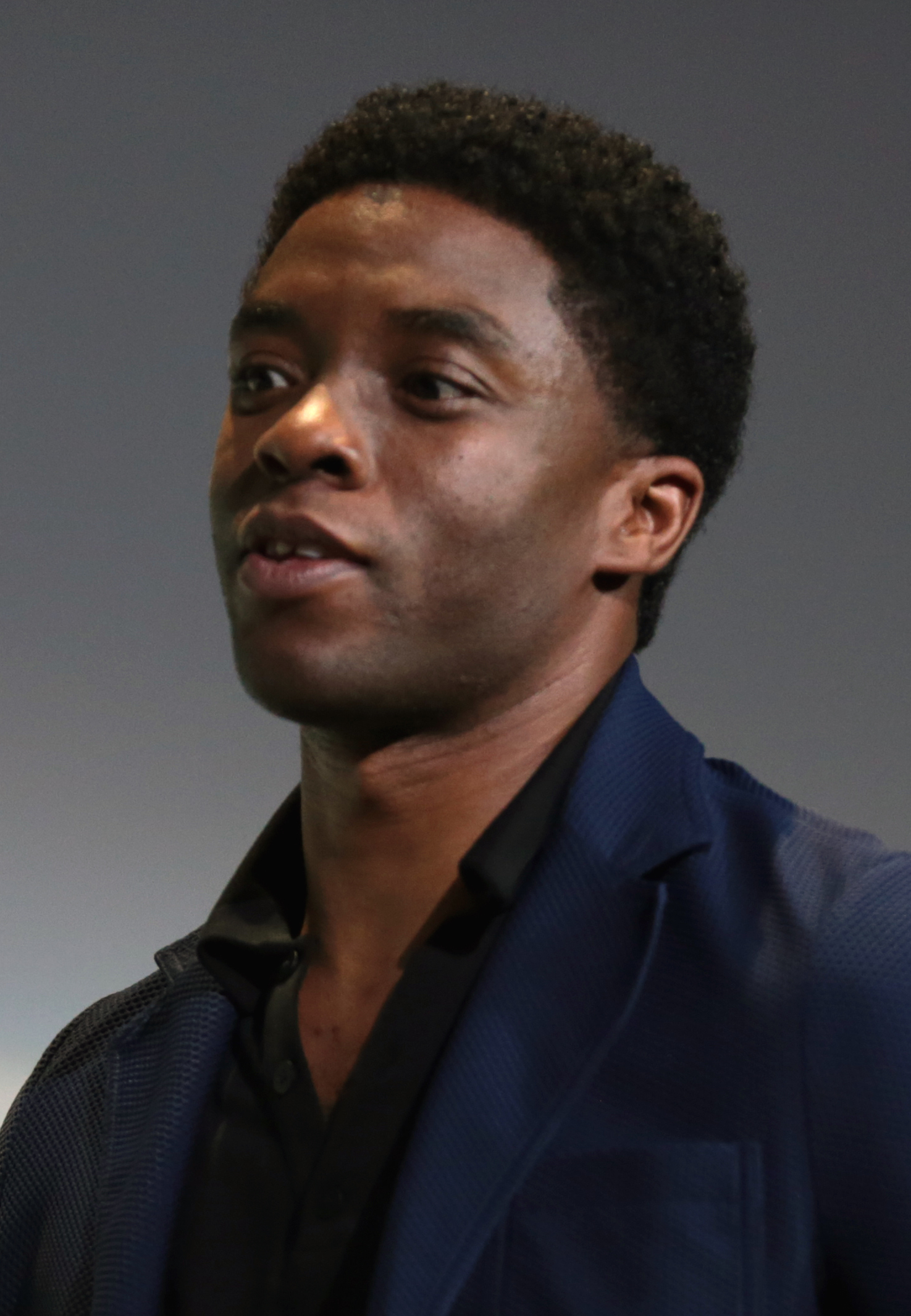
偶像獎：查德維克·博斯曼

- 最佳電影

《誓血五人組》
- 最佳導演

《誓血五人組》史派克·李
- 最佳男主角

《金屬之聲》里兹·阿邁德
- 最佳女主角

《前程似锦的女孩》嘉莉·慕萊根
- 最佳男配角

《金屬之聲》保羅·拉西
- 最佳女配角

《夢想之地》尹汝貞
- 最佳改編劇本

《讀報人》保羅·葛林葛瑞斯、盧克·戴維斯
- 最佳原創劇本

《夢想之地》鄭李爍
- 突破表現

《從不，很少，有時，總是》席妮·弗拉尼根
- 最佳首次執導

《選美小姐》錢寧·加佛瑞·皮波斯
- 最佳動畫劇情片

《靈魂奇遇記》
- 最佳外語片

《哭泣的女人》
- 最佳紀錄片


- 國家評論協會偶像獎

查德維克·博斯曼
- 國家評論協會言論自由獎

《邁阿密的一夜》
- 國家評論協會聚光燈獎

拉達·布蘭克（表揚其自編、自導、自製、自演《40衝一波》）
- 最佳整體演出

《誓血五人組》
- 傑出攝影成就

《游牧人生》喬舒亞·詹姆斯·理查茲（Joshua James Richards）

## 十大電影
- 《深夜裡的美味祕方（英语：First Cow）》
- 《40衝一波（英语：The 40-Year-Old Version）》
- 《猶大與黑色彌賽亞》
- 《永夜漂流》
- 《夢想之地》
- 《讀報人》
- 《游牧人生》
- 《前程似锦的女孩》
- 《靈魂奇遇記》
- 《金屬之聲》

## 五大外語片
- 《蘋果的記憶（英语：Apples (film)）》
- 《一場大火之後》
- 《親愛的同志》
- 《名偵探賽大爺》
- 《國王之夜（英语：Night of the Kings）》

## 五大紀錄片
- 《全力一搏：為民主而戰（英语：All In: The Fight for Democracy）》
- 《新世代公民（英语：Boys State (film)）》
- 《爺爺的死亡排練（英语：Dick Johnson Is Dead）》
- 《泰勒絲：美國小姐》
- 《松露獵人（英语：The Truffle Hunters）》

## 十大獨立電影
- 《婊兄弟上路（英语：The Climb (2019 film)）》
- 《心靈車道（英语：Driveways (film)）》
- 《再見吾愛（英语：Farewell Amor）》
- 《選美小姐（英语：Miss Juneteenth）》
- 《金窩駭浪（英语：The Nest (2020 film)）》
- 《從不，很少，有時，總是》
- 《72小時前哨救援》
- 《家靈（英语：Relic (2020 film)）》
- 《天使寶貝法蘭絲（英语：Saint Frances (film)）》
- 《狼行者》

## 外部連結
- 官方网站（英文）